# イグラチモド
イグラチモド (Iguratimod) は、関節リウマチ治療薬の一つである。日本において、富山化学により開発された。2012年6月厚生労働省より製造販売承認を受け、製品名をエーザイがケアラム、大正富山医薬品がコルベットとして販売している。

## 禁忌
妊婦または妊娠している可能性のある婦人、製剤成分に過敏症を有する患者に対して禁忌であるほか、下記の患者に禁忌とされている。
- 重篤な肝障害のある患者
- 消化性潰瘍のある患者
- ワルファリンを投与中の患者

## 副作用
添付文書に記載されている重大な副作用は、肝機能障害（0.49%）、黄疸（0.10%）、汎血球減少症（0.10%）、白血球減少（0.10%）、消化性潰瘍（0.68%）、間質性肺炎（0.29%）、感染症（敗血症、膿胸等）（0.19%）である。
その他10%以上の患者にAST(GOT)増加、ALT(GPT)増加、Al-P増加、γ-GTP増加が見られる。

## 作用機序
- リンパ球B細胞に直接作用し、IgGやIgMなどの免疫グロブリンの産生を抑制する。
- 単球・マクロファージに作用し、TNFα・インターロイキン-1β・インターロイキン-6などの炎症性サイトカインの産生を抑制する。これらは NF-κB (nuclear factor-kappa B) を介した作用であることが示唆されている。